# Szilágypér
Szilágypér (román nyelven: Pir) település Romániában, Szatmár megyében, községközpont.

## Fekvése
Nagykárolytól délre, Érendréd és Szalacs között fekvő település.

## Története
Szilágypér nevét az oklevelek 1205–1235 között említették először Perl néven a váradi káptalan oklevelében.
1474-ben Perny, 1475-ben Peer 1494-ben Per, 1560-ban Pér, 1565-ben Peér-nek írták nevét.
1474 előtt Csire (Chyre) család birtoka és vámhely volt.
1538-ban a nagyváradi káptalan levele szerint Álmosdi Csire Ferenc itt lévő részbirtokait "örökre" eladta Drágfi Andrásnak és Gáspárnak.
1555-ben Peer birtokosa Chyre Hedvig, aki Csaholyi Péter özvegye, valamint leánytestvérei voltak.
1565-ben egy itteni részbirtokba beiktatták Teethi Györgyöt, fiát Jánost, nejét, Dersi Katalint, valamint leányait Barkóczi Lászlóné Klárát, Zsófiát és Annát.
1610-ben Peer (opidum) részbirtokba és más ehhez tartozó bihar-, szabolcs-, kraszna-, és középszolnokmegyei javakba Beregnyói Daróczi Ferenc-et iktatták be.
1797-ben az országos nemzeti fölkeléshez való hozzájáruláskor készült összeírás szerint Péren nagyobb birtokosok voltak gróf Károlyi József, Bideskúti Imre, Sullyok György, Komáromi György, Diószegi Sámuel, Pogány Lajosné, Boronkai István, Köpéczi Imre, Tarczali Miklós, Gencsi Mészáros János.
1805-ben végzett összeíráskor mint adózó nemeseket írták össze Pérről a Várkonyi, Varsolczi, Gellért, Turbuly, Kecskeméti, Erdei, Király, és Kálmán családok tagjait.
1847-ben 848 lakosa volt, ebből 23 római katolikus, 195 görögkatolikus, 478 helvét, 152 izrarlita volt.
1890-ben 1849 lakosából 1442 magyar, 8 német, 381 román, 18 egyéb nyelvű lakosa volt, melyből 383 görögkatolikus, 142 római katolikus, 1090 református, 234 izraelita volt.
A 20. század elején még ismert régi helynevei: Ramos-halom, Ele-halom, továbbá az Ér ágai által körülvett Vár nevű hely.
Szilágypér a trianoni békediktátum előtt Szilágy vármegye Tasnádi járásához tartozott.

## Népviselet, népszokások
Péren a 20. század elejének adatai szerint mind a magyarok, mind az oláhok is sujtásos magyar dolmányt, nadrágot, csizmát és pörge magyar kalapot viseltek. Ünnepeken mindannyian kifogástalan, tiszta ruhát öltöttek. Télen a férfiak fehér vagy fekete gubát is viseltek. A fekete szűrt ekkor már kevesen hordták. A leányok többnyire kontyot viseltek, csinos csonthajtűkkel, leeresztett hajjal kevesen jártak. Az asszonyok leginkább báránybőrrel bélelt, rókaprémes posztóbundát (décz- vagy díszbundát) viseltek.

## Nevezetességek
- Református temploma – gótikus stílusban épült, Szentélye hosszúkás, és a nyolcszög három oldalával záródik. Tornya az 1843. évi földrengéskor összedőlt, és csak 1847-ben épült fel újból.
- Görögkatolikus fatemploma 1854-ben épült. Anyakönyve 1733-ban kezdődik.

## Híres szülötte
- Budai Ézsaiás (1766-1841) református püspök, bibliafordító
- Diószeghy Mór (giczei) (szül:1857-ben Péren) ref. lelkész, költő, író.